# Yo contigo, tú conmigo (The Gong Gong Song)
 (mai 2021).
Yo Contigo Tú Conmigo (The Gong Gong Song) est un single du chanteur espagnol Álvaro Soler et du groupe musical colombien Morat. 
Dès le 16 juin 2017, la chanson est diffusée sur ITunes, Spotify, Youtube, et sur les radios. 
Elle a été écrite et produite par Álvaro Soler et par Morat pour la bande-son du film Moi, moche et méchant 3 produit par les studios Illumination Entertainment et Universal Pictures, qui est sorti le 30 juin 2017.

## Histoire de la chanson
En 2016, Álvaro Soler et Morat deviennent amis lors d'un festival en Espagne, et décident de collaborer.  
Ce projet se concrétise quand ils reçoivent une proposition des studios Universal Pictures et  Illumination Entertainment d'enregistrer ensemble une chanson pour la bande-son du film Moi, moche et méchant 3. 
Álvaro Soler et Morat composent et enregistrent d'abord la chanson dans un studio à Madrid en mars 2017. Puis, ils terminent l'enregistrement du morceau chacun de son côté ; Álvaro Soler à Berlin, et Morat à Bogota,.

## Vidéoclip
Le vidéoclip de Yo Contigo Tú Conmigo est paru le 16 juin 2017 sur la chaîne Youtube officielle de Morat, MoratVEVO. 
Le vidéoclip a été filmé au Mexique en mai 2017, et a été dirigé par Pacho Flores . 
Dans la vidéo, Álvaro Soler et Morat jouent de la guitare acoustique, du tambour et d'autres instruments. Des passages du film Moi, moche et méchant 3 sont diffusés. 
À janvier 2024, la vidéo sur Youtube avait recueilli plus de 218 millions de vues, un chiffre qui prouve son succès.

## Radio et streaming
Le single Yo Contigo Tú Conmigo d'Álvaro Soler et Morat a atteint les 35 millions de téléchargement sur Spotify.
En juillet 2017, le tube est devenu numéro un sur les radios espagnoles, et trois mois plus tard, il se place à la quinzième place en Pologne. 
En janvier 2018, le titre Yo Contigo Tú Conmigo occupe la septième place dans la liste annuelle des chansons les plus populaires diffusées sur les radios espagnoles en 2017. 

## Position dans les listes de ventes
| Liste (2017)                         | Position plus haute |
| ------------------------------------ | ------------------- |
| Espagne (Top 50 Chansons Promusicae) | 6                   |
| Italie (Top 50 National)             | 14                  |
| Pologne (Top 50 National)            | 39                  |

## Disques de Certification
| Pays                  | Disque de certification |
| --------------------- | ----------------------- |
| Espagne (Promusicae ) | Platine                 |
| Italie (FIMI)         | Platine                 |

## Prix
| Prix               | Nomination         | Résultat |
| ------------------ | ------------------ | -------- |
| LOS40 Music Awards | Chanson de l'Année | Gagné    |